# Condobolin Airport
Condobolin Airport är en flygplats i Australien. Den ligger i kommunen Lachlan och delstaten New South Wales, i den sydöstra delen av landet, omkring 380 kilometer väster om delstatshuvudstaden Sydney. Condobolin Airport ligger 195 meter över havet.
Trakten runt Condobolin Airport är nära nog obefolkad, med mindre än två invånare per kvadratkilometer.. Närmaste större samhälle är Condobolin, nära Condobolin Airport.
Trakten runt Condobolin Airport består till största delen av jordbruksmark. Genomsnittlig årsnederbörd är 550 millimeter. Den regnigaste månaden är februari, med i genomsnitt 120 mm nederbörd, och den torraste är oktober, med 11 mm nederbörd.